# Notoceratops
Notoceratops là một chi khủng long, được Tapia mô tả khoa học năm 1918.